# Stefan Lerner
Stefan Lerner (* 18. September 1988 in Wien) ist ein österreichischer Fußballspieler.

## Karriere
Lerner begann seine Karriere beim SV Wienerfeld. 1997 wechselte er zum Favoritner AC, 2002 zum 1. Simmeringer SC. Im Winter 2004/05 kehrte er zum Favoritner AC zurück. Für das Herrenteam der Favoritner absolvierte er neun Spiele in der Wiener Stadtliga, ehe er im Jänner 2006 zum Simmeringer SC zurückkehrte. Nach 32 Spielen, in denen er vier Treffer erzielte, wechselte er zur Saison 2007/08 zum Regionalligisten First Vienna FC 1894. Für die Vienna kam er in einer Regionalligapartie zum Einsatz. Im Sommer 2008 schloss er sich dem Zweitligisten FK Austria Wien II an. Sein Debüt in der zweiten Liga gab er im Oktober 2008, als er am zwölften Spieltag der Saison 2008/09 gegen den FC Admira Wacker Mödling in der 80. Minute für Marc Sand eingewechselt wurde.
Im Sommer 2009 wechselte Lerner zum Regionalligisten SV Wienerberg und stieg mit der Mannschaft 2010 in die Stadtliga ab. Nach dem Abstieg wechselte er zum Viertligisten SV Gerasdorf/Stammersdorf. Für die Gerasdorfer absolvierte er 66 Spiele, in denen er 49 Treffer erzielte, ehe er im Jänner 2013 zum Regionalligisten SC Ostbahn XI wechselte. Nachdem er mit dem SC Ostbahn abgestiegen war, kehrte er nach Gerasdorf zurück. Zur Saison 2015/16 kehrte er zum SV Wienerberg zurück.
Im Sommer 2016 wechselte Lerner zum Regionalligisten FCM Traiskirchen. Nachdem er für Traiskirchen drei Spiele absolviert hatte, kehrte er im Jänner 2017 erneut zum SV Wienerberg zurück.